# Friedrich Kircheis

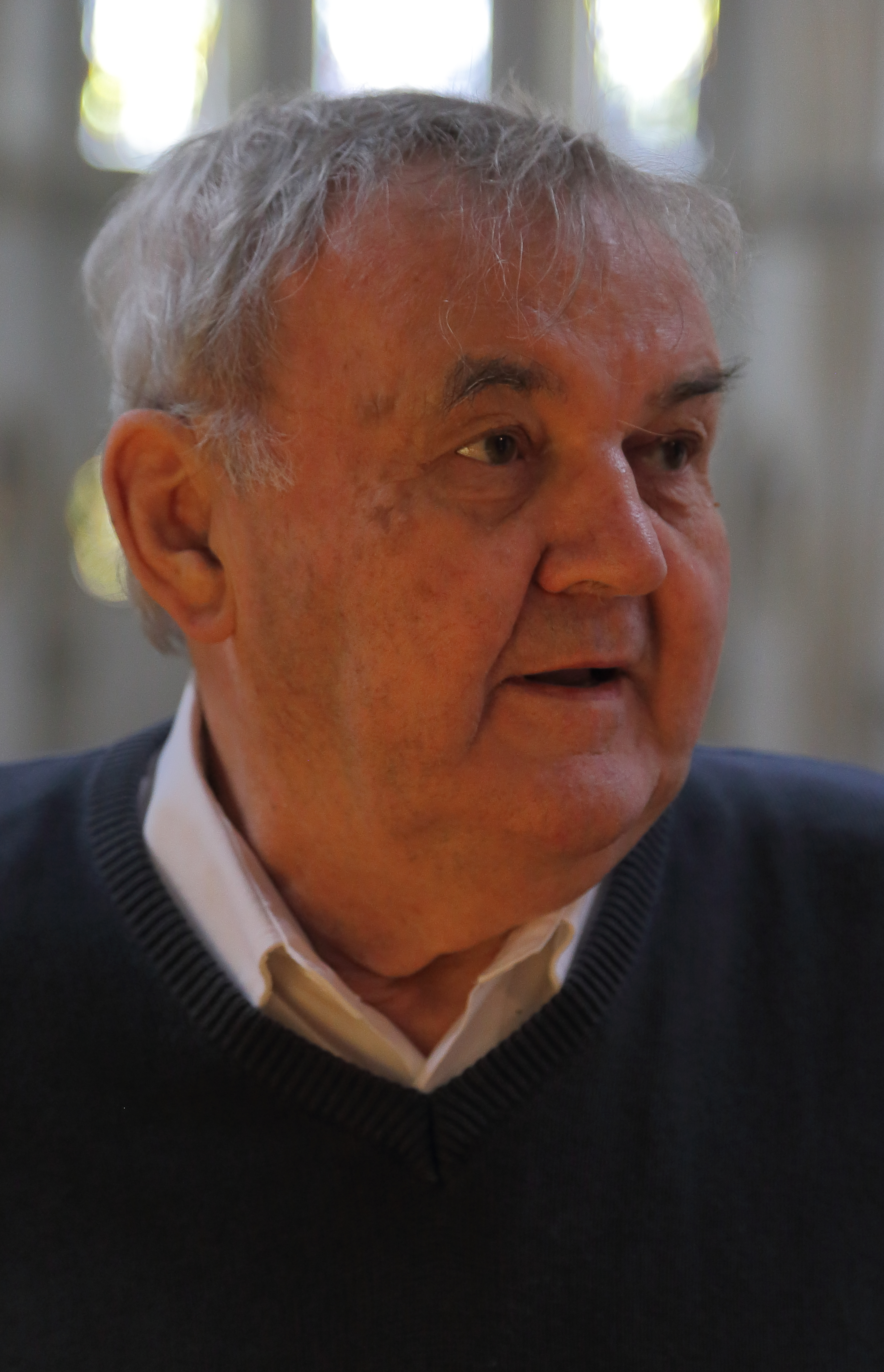
Friedrich Kircheis (2016)

Friedrich Christian Kircheis (* 4. Juli 1940 in Aue; † 28. Oktober 2024 in Dresden) war ein deutscher Kirchenmusiker und Cembalist.

## Leben
Friedrich Kircheis erhielt mit 14 Jahren ersten Orgelunterricht, so dass er 1956 als Schüler seine erste Kantorenstelle übernehmen konnte. Er studierte an der Leipziger Hochschule für Musik Orgel bei Wolfgang Schetelich, Hannes Kästner und Robert Köbler und legte 1964 sein A-Examen mit Auszeichnung im Fach Orgel ab.
Nach seinem Studium arbeitete er von 1964 bis 1969 als Kirchenmusiker in Grimma und Dresden und von 1969 bis 1971 als Chordirektor am Döbelner Stadttheater. Von 1971 bis 2005 war er Kantor und Organist an der Diakonissenhauskirche in Dresden. Daneben war er als Cembalist und Organist in mehreren Kammermusikvereinigungen tätig, unter anderem von 1975 bis 1982 bei den Dresdner Kammersolisten, ab 1984 im Leipziger Bach-Collegium und ab 1986 im Kammerorchester Virtuosi Saxoniae.
1972 war er Preisträger beim IV. Internationalen Johann-Sebastian-Bach-Wettbewerb in Leipzig.
Bekanntheit erlangte Friedrich Kircheis ab 1979 nach dem Tod seines Bruders Christoph als neuer musikalischer Partner des Trompeters Ludwig Güttler. Mit ihm führte er die traditionelle Konzertreihe für Trompete und Orgel fort, bevor sie gemeinsam mit den Virtuosi Saxoniae und dem Bach-Collegium auftraten.
Friedrich Kircheis starb am 28. Oktober 2024 im Alter von 84 Jahren in Dresden. Er hinterließ seine langjährige Ehefrau Regina Sophia Kircheis geb. Pfund.